# 6306 Нісімура
6306 Нісімура (6306 Nishimura) — астероїд головного поясу, відкритий 30 жовтня 1989 року.
Тіссеранів параметр щодо Юпітера — 3,295.
Названо на честь Нісімура (яп. にしむら(西村) нісімура)